# Anys de vida ajustats per discapacitat

Anys de vida ajustats per discapacitat per a totes les causes per a 100.000 habitants el 2004.
sense dades
menys de 9.250
9.250-16.000
16.000-22.750
22.750-29.500
29.500-36.250
36.250-43.000
43.000-49.750
49.750-56.500
56.500-63.250
63.250-70.000
70.000-80.000
més de 80.000

Els anys de vida ajustats per discapacitat (AVAD, DALY en anglès) és una mesura del total de càrrega de la malaltia, expressat com el nombre d'anys perduts a causa de la mala salut, discapacitat o mort prematura. Aquest indicador fou originalment desenvolupat per la Universitat Harvard per al Banc Mundial el 1990, i l'any 2000 l'Organització Mundial de la Salut el va adoptar. Els AVAD són cada vegada més comuns en el camp de la salut pública i l'avaluació de l'impacte sanitari (EIS). Que "amplia el concepte d'anys potencials de vida perduts per mort prematura... per incloure als anys equivalents de vida «sana» perdut en virtut d'estar en estats de mala salut o discapacitat". D'aquesta manera, la mortalitat i morbiditat es combinen en un indicador únic i comú.
Tradicionalment, l'impacte negatiu per a una societat o grup d'una malaltia es van expressar mitjançant una mesura: (nombre esperat o mitjana d') Anys de vida perduts (AVP) (YLL'' en anglès, de years of life lost). Aquesta mesura no té en compte l'impacte de la discapacitat, que pot expressar-se per: Anys viscuts amb discapacitat (AVD, YLD en anglès, de years lost due to disability). Els AVAD es calculen prenent la suma d'aquests dos components. En una fórmula:
AVAD = AVP + AVD.
Els AVAD es basen en l'acceptació del fet que és la mesura més apropiada per a valorar els efectes de les malalties cròniques del temps, tant en temps perdut per mort prematura com en temps amb discapacitat per malaltia. Un AVAD, per tant, és igual a un any de vida saludable perdut. Les estadístiques d'esperança de vida dels japonesos s'utilitzen com a estàndard per al mesurament de la mort prematura, ja que els japonesos tenen la major esperança de vida.
Quant a la càrrega de la malaltia a través dels AVAD pot revelar coses sorprenents sobre la salut de la població. Per exemple, en l'informe de l'OMS del 1990 va indicar que 5 de les 10 principals causes de discapacitat són les malalties mentals. Els trastorns psiquiàtrics i neurològics representen el 28% de tots els anys viscuts amb discapacitat, però només l'1,4% de totes les morts i l'1,1% d'anys de vida perduts. Per tant, aquests trastorns, encara que no es considerin tradicionalment com un dels principals problemes epidemiològics, mostren amb aquest indicador un gran impacte en les poblacions.